# المجلس العربي للاختصاصات الصحية
المجلس العربي للاختصاصات الصحية أو البورد العربي (اختصارًا ABHS)، تأسس في العام 1978 في دمشق بموجب قرار مجلس وزراء الصحة العرب بجامعة الدول العربية ويهدف إلى تحسين الخدمات الصحية في الوطن العربي عن طريق رفع المستوى العلمي والعملي في مختلف الاختصاصات ولا يهدف لتحقيق الربح.
أثبت المجلس العربي للاختصاصات الصحية منذ تأسيسه أن إيجاد شهادة عربية ذات موثوقية ومستوى علمي مرتفع، أمر يعود على المجتمع العربي بشكل عام وعلى الأطباء العرب بشكل خاص بالفائدة العميمة.
كما برهن المجلس على قدرته على رفع مستوى الأداء المهني والطبي، وأصبح للتدريب الذي يشرف عليه سمعة مشرفة.
ولا شك أن الدول العربية تشعر بالفائدة التي تنتج من التعاون على الوفاء بحاجات التدريب، من ناحية الكم والكيف، داخل نطاق الوطن العربي. وتعزيزاً لهذا الفكر فإن على المجلس العربي للاختصاصات الصحية أن يواصل مساعيه لتحقيق مبدأ التكامل في الوطن العربي بحيث تتحقق الاستفادة المثلى من طاقات الوطن العربي لكل أبنائه، والارتقاء بمستوى التدريب والتأهيل لتعزيز مكانة الشهادة التي يمنحها المجلس، وإيجاد الانسجام والتجانس بين هذه الشهادة وبين الشهادات التي تمنحها المجالس الوطنية للاختصاص في الأقطار العربية. وحريٌُ أن يتم العمل على تحقيق هذه الغاية السامية لأبناء الوطن العربي الواحد.

## أهداف المجلس
1. تخريج أطباء اختصاصيين، ذوي كفاءة مهنية وعلمية عالية، وفق المعايير العالمية.
2. العمل على تحسين الخدمات الصحية في الوطن العربي، عن طريق رفع المستوى العلمي والعملي للأطباء العاملين في مختلف الاختصاصات، وذلك بالتعاون مع المؤسسات التعليمية المعنية.
3. وضع مواصفات التدريب المعترف به لإعداد الاختصاصيين في فروع الطب المختلفة من كافة النواحي، والعمل على استكماله ومراقبة احتفاظه بمستواه المقرر، مع مراجعته دورياً لتطوير ومواكبة التقدم الطبي.
4. وضع أسس تقييم المستوى العلمي والفني والمهني للأطباء الذين سيمارسون هذه الاختصاصات بعد إنهاء فترة التدريب المعترف بها وفق المعايير العالمية.
5. تحقيق أكبر قدر ممكن من التكامل والتعاون في مجال التدريب، بين المجلس العربي للاختصاصات الصحية وبين المجالس والهيئات الوطنية للاختصاص.

## مهام المجلس
1. تشكيل مجالس ولجان علمية لكل الاختصاصات الطبية، لتوصيف التدريب المطلوب من كافة نواحيه، واعتماد أسس التقييم.
2. إنشاء قاعدة بيانات للمدربين تشتمل على مؤهلاتهم، وقدرتهم على العطاء، ومتابعة تعليمهم المستمر وتطور خبراتهم.
3. إنشاء قاعدة بيانات لمراكز التدريب في الوطن العربي، تضم إمكانيات الاستيعاب، والقدرات التدريبية للأقسام المختلفة، والموارد المتاحة، مما يكفل إدارة تكامل العملية التدريبية بصورة علمية فعالة.
4. وضع أسس شهادات الاختصاص للأطباء الذين تتوافر فيهم الشروط التي يضعها المجلس، ومنح الشهادات للذين يجتازون بنجاح الامتحانات التي تعقدها المجالس العلمية التابعة لها.
5. اعتماد وتبني كافة الآليات والمتطلبات لتطبيق برنامج تعليم طبي مستمر يضمن الحفاظ على السوية العلمية لخريجي المجلس
6. تنظيم ندوات دراسية ودورات تدريبية للأطباء الذين يعدون أنفسهم للاختصاص، وذلك بالتعاون مع المؤسسات الطبية والتعليمية في الوطن العربي.
7. مساعدة الأطباء الاختصاصيين على متابعة التعليم بصورة مستمرة، لتطوير معلوماتهم وخبراتهم، وتحديثها بوسائل التعلُّم الذاتي وسائر الطرق الحديثة.
8. تذليل العقبات التي قد تحول دون الاستفادة من كامل الطاقة التدريبية للوطن العربي، وإيجاد الآليات الداعمة للتكامل، كتفعيل الإيفاد المنظم، والتشجيع على اتفاقيات التبادل، وعلى المنح الدراسية المتبادلة وغيرها.
9. حث المراكز التدريبية في الدول الأعضاء على تأمين الوصول إلى مصادر المعلومات الطبية والبحثية بجميع أنواعها بما فيها شبكة المعلومات الدولية (الإنترنت)، وتشجيع المتدربين على الاستفادة منها.
10. إصدار النشرات والمطبوعات التي تحقق أهداف المجلس.
11. اعتماد الطب المسند بالبيَّنات كأساس للتدريب والممارسة.
12. اعتماد البحث العلمي كجزء أساسي من التدريب العملي.
13. منح الشهادات الفخرية.

## نظام المجلس
للمجلس نظام أساسي يتضمن القواعد العامة المتعلقة بتشكيلاته وشروط العضوية في كل منها وتصدر الهيئة العليا للمجلس لائحة داخلية بالإضافة إلى أنظمة تتضمن كافة التفاصيل المتعلقة بالشؤون الإجرائية والإدارية والمالية والفنية.

## تشكيلات المجلس
أولاً: الهيئة العليا: وتتألف من:
1- ستة من وزراء الصحة العرب يختارهم مجلس وزراء الصحة العرب وفق المعايير التالية:
- أربعة منهم على الأقل من الدول ذات العضوية الفاعلة.
- أربعة منهم على الأقل أطباء.
- اثنان منهم على الأقل من أعضاء المكتب التنفيذي لوزراء الصحة العرب.

كما يختار أيضا ثلاثة وزراء صحة عرب كردفاء اثنان منهم على الأقل من الأطباء.
2- ممثلين لكل دولة عضو في المجلس يتم اختيارهما من الجهات التالية : وزارة الصحة، الجامعات ( كليات الطب )، المجالس المحلية للاختصاص.
3- المدير الإقليمي لمكتب شرق البحر المتوسط لمنظمة الصحة العالمية في حال كونه عربيا.
4- الأمين العام لاتحاد الأطباء العرب.
ثانياً: المكتب التنفيذي: ويتألف من سبعة أعضاء على الشكل التالي:
1- رئيس الهيئة العليا رئيسا.
2- نائب رئيس الهيئة العليا نائبا للرئيس.
3- وزير الصحة في دولة المقر عضوا.
4- رئيس المجلس العلمي الاستشاري المشترك عضوا.
وتنتخب الهيئة العليا بقية الأعضاء على النحو التالي:
5- عضوين من ممثلي وزارات الصحة – من الدول ذات العضوية الفاعلة.
6- اثنان من ممثلي كليات الطب - من الدول ذات العضوية الفاعلة.
7- اثنان من ممثلي الهيئات والمجالس المحلية التخصصية – من الدول ذات العضوية الفاعلة.
إضافة إلى كل من الأمين العام للمجلس العربي للاختصاصات الصحية (مقرراً) ومساعده ان وجد ولا يحق لهم التصويت.
ثالثاً: المجالس العلمية:
1- يشكل لكل اختصاص مجلس علمي بناءً على ترشيحات الدول الأعضاء.
2- تكون العضوية لفترة /4/ سنوات قابلة للتجديد على ألا تزيد مدة العضوية عن فترتين متتاليتين فقط.
3- تتمتع المجالس العلمية بالاستقلال العلمي والفني وهي المرجع الوحيد في هذا النطاق.
4- تشكل المجالس اللجان الكفيلة بتحقيق أهدافها ومنها:
- لجنة المقررات والتوصيف والتدريب وتبادل الخبرات.
- لجنة الامتحانات وتمحيص الوثائق.
- لجنة التعليم الطبي المستمر.

رابعاً: المجلس العلمي الاستشاري المشترك: ويتألف من رؤساء المجالس العلمية. ويقوم بالمهام التالية:
- التنسيق في الأمور المشتركة بين المجالس العلمية.
- اقتراح ما يلزم لضمان المستوى المطلوب في التدريب والدورات التدريبية والامتحانات.
- وضع المعايير العامة لأسس الاعتراف بشهادات الاختصاص الأخرى.
- ما يحال إليه من المكتب التنفيذي والمجالس العلمية.
- التوصية بإدراج اختصاصات جديدة ضمن البرامج التدريبية للمجلس العربي.

على أن يرفع تقريره السنوي إلى الهيئة العليا للمجلس عن طريق المكتب التنفيذي وتصبح توصياته نافذة بعد إقرارها من قبل الهيئة العليا.
خامساً: الأمانة العامة: وتضم:
1- مكتباً يرأسه الأمين العام يقوم بتطبيق قرارات الهيئة العليا والمكتب التنفيذي للمجلس العربي للاختصاصات الطبية ويسيّر الشؤون الفنية والإدارية والمالية، يكون الأمين العام بحكم منصبه مقرراً للهيئة العليا والمكتب التنفيذي وجميع اللجان والمؤتمرات التي يدعو المجلس إلى عقدها. وله أن يفوض غيره في هذه الوظائف.
2- أميناً عاماً مساعداً يعينه المكتب التنفيذي.

## وصلات خارجية
- الموقع الرسمي باللغة العربية
- الموقع الرسمي باللغة الإنكليزية